# San Sperate
San Sperate (Santu Sparau in sardo) è un comune italiano di 8 569 abitanti della città metropolitana di Cagliari, nella sub-regione del Campidano di Cagliari.

## Origini del nome
Il toponimo San Sperate deriva dal nome del santo patrono ossia Speratus, martire cristiano decapitato il 17 luglio dell'anno 180 d.C. nella città africana di Scilio, nell'attuale Tunisia.

## Storia

### Dai primi insediamenti alla dominazione romana

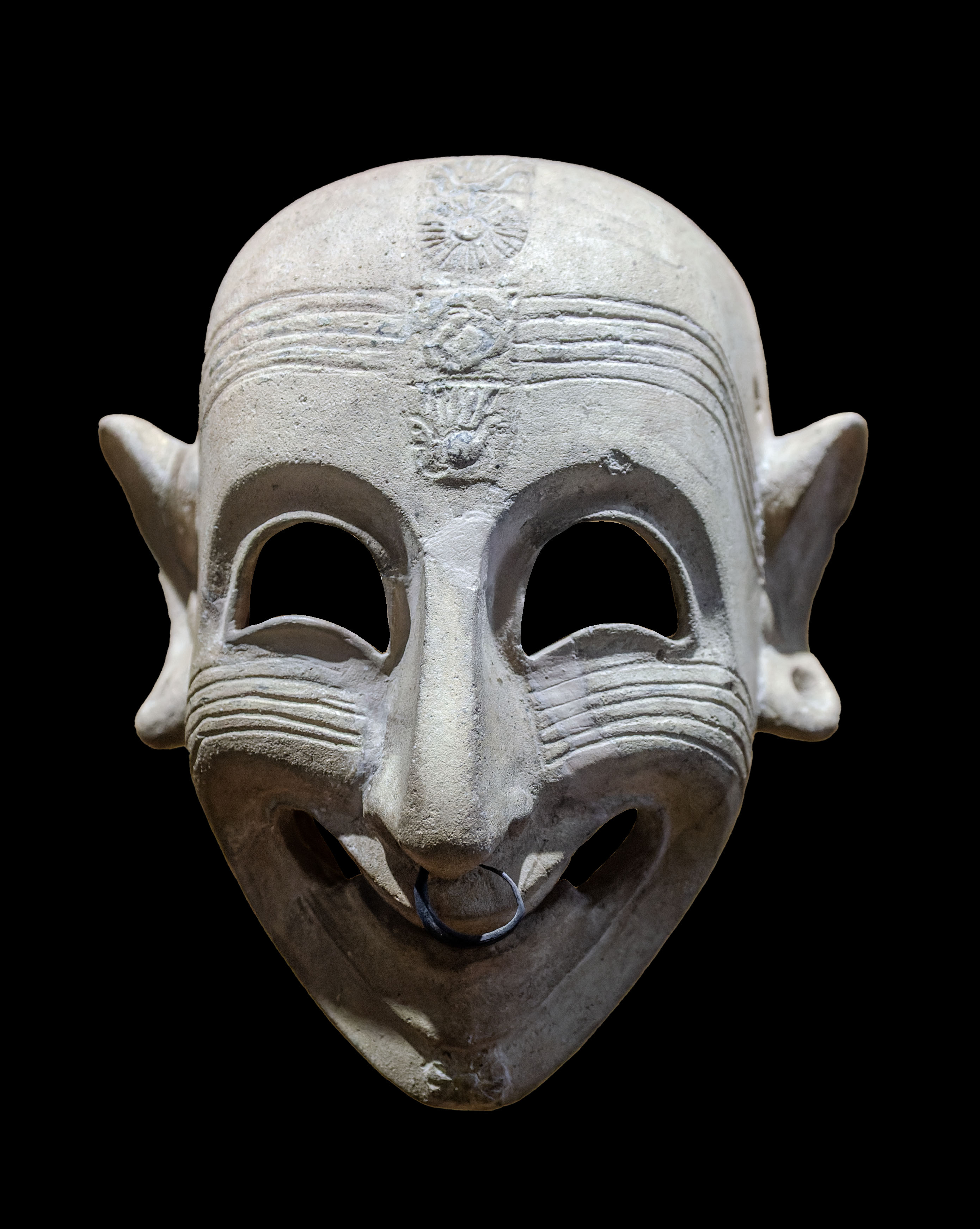
Maschera punica rinvenuta nella necropoli

La storia del centro di San Sperate è antichissima. Il paese, come testimoniano anche i numerosi resti ritrovati, è sempre stato abitato e coltivato: recenti scavi dimostrano che i primi insediamenti umani risalirebbero addirittura al XVIII secolo a.C.
Molti di questi antichi reperti risalgono all'età del Bronzo (XIII secolo a.C.). Appartengono a questo periodo, infatti, numerosi oggetti votivi, utilizzati per la celebrazione d'antichi culti religiosi. 
Si è pure a conoscenza dell'esistenza di un nuraghe che fungeva da vedetta e da rifugio fortificato, e della presenza di numerosi pozzi per l'approvvigionamento idrico. Gli abitanti del luogo vivevano prevalentemente d'agricoltura e di caccia, ma anche le attività artigianali come la lavorazione della ceramica e la forgia dei metalli dovevano essere alquanto sviluppate. Verso la fine del secondo millennio l'insediamento assunse un aspetto protourbano; le abitazioni erano pluricellulari, avevano una forma sub-rettangolare ed erano costituite da uno zoccolo di pietra ed un alzato di mattoni crudi.
Non mancano le testimonianze della dominazione punica, avvenuta nel IV e III secolo a.C. Nel territorio di San Sperate, infatti, sono state scoperte quattro necropoli puniche e l'antico abitato da cui esse dipendevano. Nel 1876, durante uno dei primi scavi che si sono succeduti nel tempo, è stata inoltre ritrovata la maschera ghignante, unica nel suo genere per la pregevole fattura. Degno di nota è anche un antico modellino di nuraghe, oggi custodito al Museo Archeologico di Cagliari.
Tra il III secolo a.C. e il V secolo d.C., il paese è parte della Repubblica romana e poi dell'Impero romano. San Sperate, forse la Civitas Valeria di cui parla Tolomeo, doveva avere un ruolo molto importante, determinato anche dal fatto che in quest'epoca per la regione passava la via che da Karalis (Cagliari) conduceva a Tharros.

### Dalla dominazione vandalica al medioevo

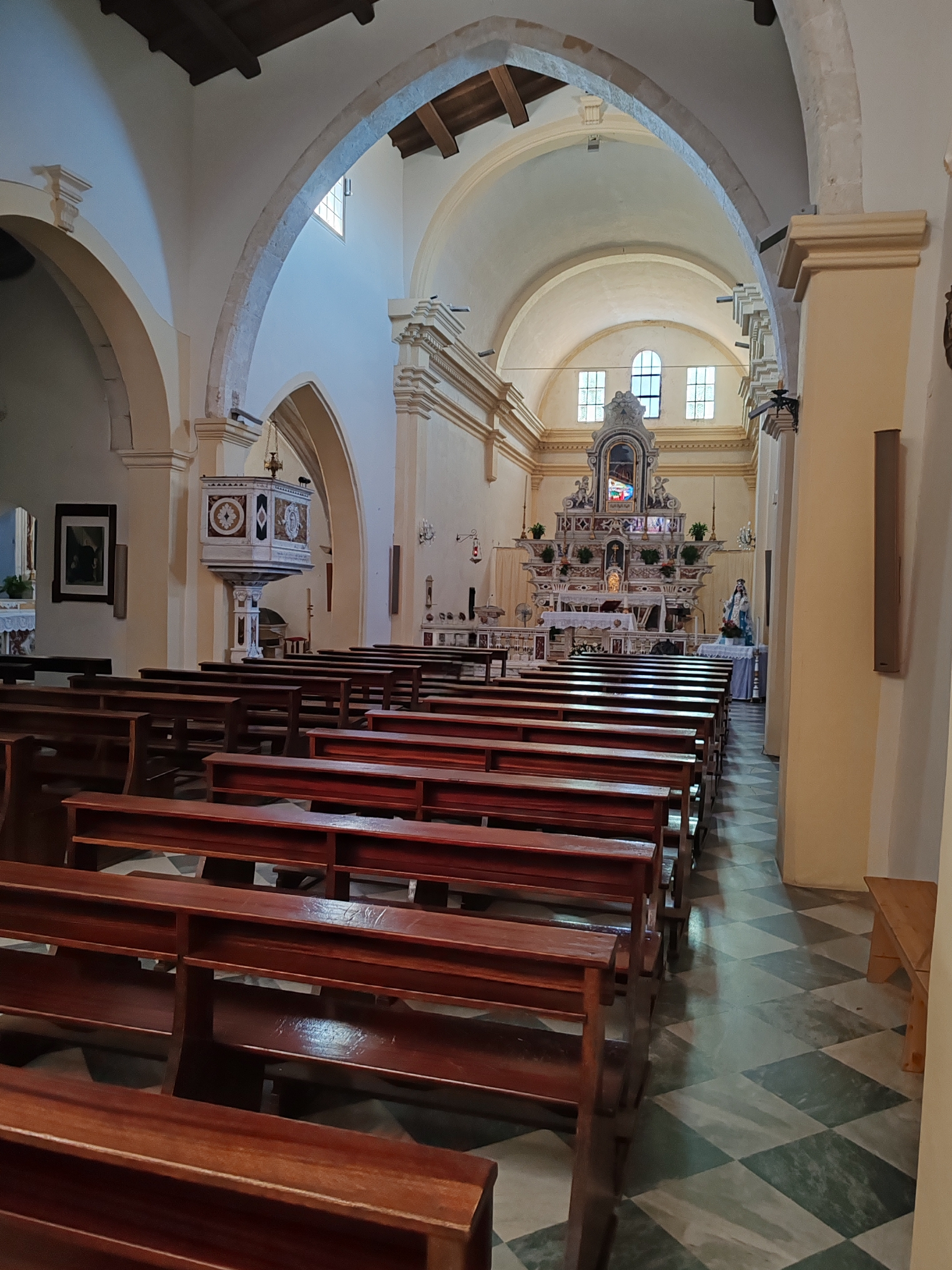
Interno della chiesa di San Sperate sorta, secondo la tradizione, sul luogo dove vennero ritrovate le reliquie di Speratus

Tra il 455 e il 533 d.C., San Sperate subì la dominazione vandalica. Nel 507-508 il re vandalico Trasamondo, che regnava nell'Africa settentrionale, costrinse molti vescovi africani all'esilio in Sardegna. Essi portarono con sé le reliquie d'importanti santi provenienti dal nord Africa per sottrarle alla profanazione dei Vandali. Tra queste ritroviamo le spoglie di sant'Agostino, che furono conservate a Cagliari, e le reliquie di san Sperate, uno dei 12 Martiri scillitani, che invece furono trasportate a San Sperate. Tra il 600 e il 1200, l'antico nome del paese fu cambiato in San Sperate, in onore del santo custodito nella chiesa principale.
Nel periodo dominato da Bisanzio, a partire dal VI secolo (583), sino all'occupazione pisana avvenuta nel XIII secolo, l'importanza di San Sperate va progressivamente regredendo. Nonostante ciò, fu in questo periodo che vennero edificate le due chiese in stile romanico dedicate a santa Lucia e a san Giovanni.
Nel Medioevo San Sperate fece parte del Giudicato di Cagliari (curatoria di Decimo). Fu poi parte dei domini sardi di Gherardo della Gherardesca ed eredi e successivamente degli Aragonesi, che lo inglobarono nel regno di Sardegna.
Nel 1355, a Cagliari si tenne il primo Parlamento Sardo, nel quale erano presenti anche i rappresentanti di San Sperate. In questo periodo si godeva di una certa libertà democratica: i rappresentanti del Parlamento erano, infatti, eletti dalle Assemblee popolari. Ben presto però anche la Sardegna assunse una struttura feudale e al Parlamento del 1421, al posto dei deputati eletti dal popolo, furono inviati i feudatari, per lo più iberici. Con la perdita della libertà politica venne meno anche quella amministrativa.
Nel 1421, sotto la dominazione aragonese, per volere del re Alfonso V venne dunque istituito il feudo di San Sperate, che fu concesso a Giordano de Tolo. La struttura feudale fu mantenuta fino al 1839, con abolizione del feudalesimo.

### Storia moderna e contemporanea
Con la dominazione spagnola anche San Sperate conobbe lo spopolamento delle campagne e l'esosità del fisco spagnolo. Ad eccezione di una breve parentesi austriaca, la dominazione spagnola durò fino ai primi anni del Settecento, quando nel 1720 vi fu l'assegnazione dell'isola ai Savoia.
La signoria su San Sperate dai Tolo passò in feudo a vari signori, finché nel 1746 fu avocato al fisco e venduto due anni dopo ad un giudice della Real Udienza, Giuseppe Cadello, che prese il titolo di marchese di San Sperate. L'ultimo feudatario, al quale la signoria fu riscattata nel 1839, fu Efisio Cadello Arquer.
Il 29 novembre 1847, tramite la fusione perfetta il Regno di Sardegna, da stato composito, si costituì in stato unitario che durò sino alla proclamazione del Regno d'Italia, avvenuta nel 1861.

In questo periodo furono effettuate molte opere di urbanizzazione e furono realizzate strade e ponti.
Nel 1880 fu presentato un progetto per la realizzazione degli argini del fiume Riu Mannu che però, a causa delle lungaggini burocratiche, non riuscì ad andare avanti. Il 20 ottobre 1892, la tanto temuta alluvione arrivò, causando la morte di ben 69 persone.
Altri lutti si ebbero con la seconda guerra mondiale: molti furono, infatti, i sansperatini che persero la vita in tale conflitto.
Dopo la guerra, nel 1948, la Sardegna è inclusa tra le regioni a statuto speciale.
Negli anni cinquanta, al fine di incrementare e di migliorare la produzione agricola, si avvia quell'opera di razionalizzazione dell'agricoltura che renderà il paese di San Sperate famoso in tutta l'isola: vengono così impiantate nuove qualità di pesche e di agrumi.

Nel 1968 San Sperate diventa "Paese-Museo" su iniziativa di Pinuccio Sciola, che cominciò col dipingere le pareti delle case di bianco per la festa del Corpus Domini, per poi abbozzare i primi murales insieme ad amici e concittadini, compresi i bambini. 

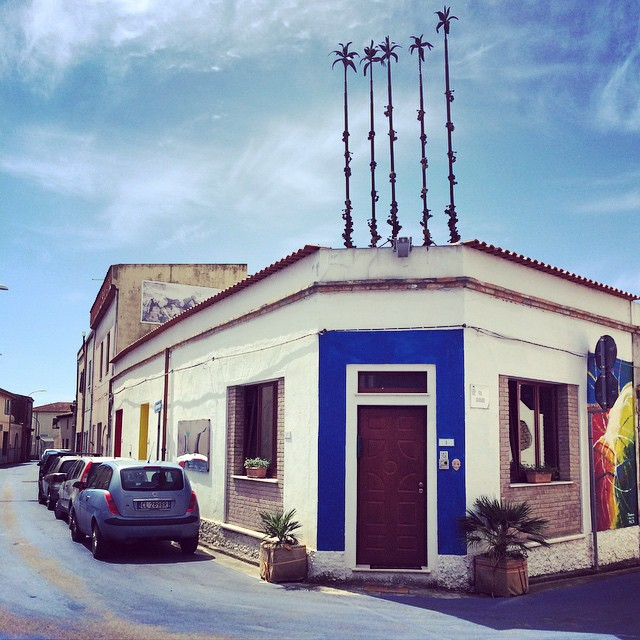

Numerosi artisti, isolani e non, parteciparono alla realizzazione del progetto d'arte pubblica, accolti dagli abitanti di San Sperate in un clima di convivialità e collaborazione. Si possono citare tra questi: Elke Reuter, Foiso Fois, Gaetano Brundu, Giorgio Princivalle, Otto Melcher, Franco Putzolu, José Zúñiga, Conrado Dominguez. 
L'operazione artistica ha inoltre dato la possibilità di emergere a talenti locali come Franco Putzolu e Angelo Pilloni, che dal 1969 ha iniziato ad affrescare i muri di San Sperate, per poi estendere la sua produzione a tanti altri paesi della Sardegna. 
L’arte murale diffusa in tutto il paese funzionò da innesco per la realizzazione di migliorie e la creazione di attività culturali e ricreative. 
Il muralismo non fu l’unico espediente utilizzato per decorare Paese Museo. Camminando per le strade del piccolo centro si possono incontrare oggetti di provenienza domestica e contadina: una macina in pietra sostituisce i paracarri, un vecchio mulino ad acqua è collocato al posto del monumento della piazzetta, diversi massi fungono da sedili. 
Nel 1969 il gruppo Paese Museo si impegna nella messa a dimora del primo parco verde del paese, lungo il vecchio letto del fiume, in via Risorgimento, battezzato “Giardino Megalitico” in seguito al posizionamento delle sculture realizzate da Pinuccio Sciola.

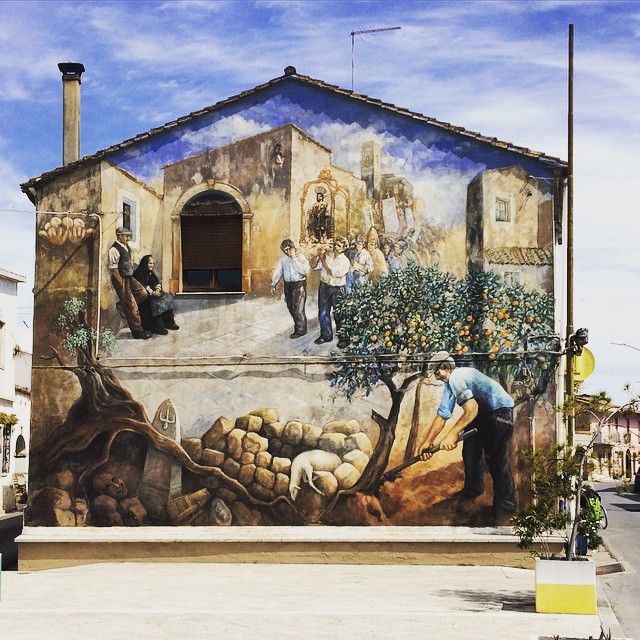
Murale

Gli anni settanta furono un decennio di grande fermento e di notevole progresso di quella attività pittorica, che aveva preso il nome di muralismo e che aveva contagiato anche moltissimi centri dell'Isola. Nel 1975 è stata realizzata da Sciola, sotto l'auspicio dell'Istituto italiano di cultura, una mostra con gigantografie dei murales di San Sperate dal titolo Incontro tra San Sperate e Tepito allestita nella galleria Josè Maria Velasco, nel quartiere di Peralvillo a Città del Messico, come omaggio al Muralismo messicano e a David Alfaro Siqueiros. Il progetto artistico di San Sperate-Paese Museo viene mostrato da Sciola e dal gruppo Paese Museo anche alla Biennale di Venezia del ’76. L'artista fu invitato a partecipare alla sezione italiana intitolata “L'ambiente come sociale”, curata da Crispolti e De Grada.

### Simboli
Lo stemma e il gonfalone sono stati concessi con D.P.R. del 24 maggio 1959.
Il gonfalone è un drappo partito di bianco e di verde.

## Monumenti e luoghi di interesse

### Architetture religiose
- Chiesa di San Sperate Martire
- Chiesa di Santa Lucia
- Chiesa di San Giovanni Battista

### Murales

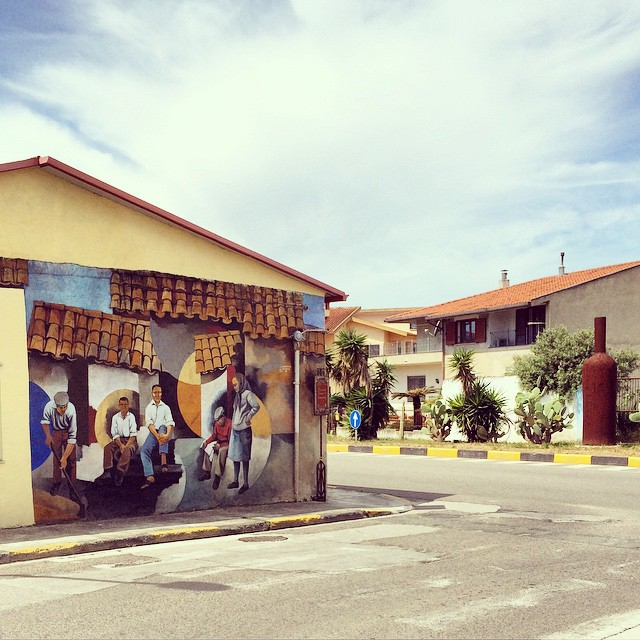
Uno dei murales nelle vie del paese

È oggi possibile visitare ben 260 murales per le vie del paese; sono quasi tutti disegni realizzati con colori impermeabili ad acqua eseguiti su pareti intonacate e dipinte con il biancone; esistono anche opere eseguite con la tecnica del graffito e altre realizzate con tecniche miste. Il paese è inoltre decorato con numerose sculture sempre di Sciola.

## Società

### Evoluzione demografica
Abitanti censiti

### Lingue e dialetti
La variante del sardo parlata a San Sperate è il campidanese occidentale.

## Cultura

### Musei
All’interno di Paese-Museo, oggi, il museo a cielo aperto “Giardino Sonoro (PS museum)”, interamente dedicato alla produzione di Pinuccio Sciola, accoglie migliaia di visitatori all’anno, provenienti da tutto il mondo. Lo spazio espositivo ospita più di 700 opere tra monoliti e Pietre Sonore: era in origine un agrumeto di famiglia fino a quando l'artista negli anni 70 ha iniziato ad esporre in questo luogo le sue sculture monumentali. Il 22 luglio 2016 è stata costituita la Fondazione Sciola che si occupa di portare avanti l’operato del maestro, la fruibilità del Giardino Sonoro e il Festival di arti visive e performative “Sant’Arte” con incontri, esposizioni, spettacoli teatrali e concerti.

## Economia
San Sperate è uno dei centri agricoli più importanti della Sardegna: la felice posizione geografica, la presenza di falde freatiche superficiali, il terreno fertile e facilmente lavorabile hanno favorito la coltivazione dei terreni che fanno parte del piccolo territorio di San Sperate.

La coltivazione prevalente è quella delle pesche, seguita da quella degli agrumi e, in maniera meno consistente, dell'albicocca, del grano, del pomodoro, dei cereali e delle verdure.
Il territorio appare quindi interamente ricoperto da diversi giardini, nei quali la presenza di piante di limone, d'arancio o di mandarino rappresenta l'elemento frequente e qualificante. Queste piante hanno trovato a San Sperate un habitat ideale. 
I loro fiori bianchi e rosei e intensamente profumati e la presenza di numerose serre di floricoltura hanno permesso un'ampia diffusione dell'apicoltura.

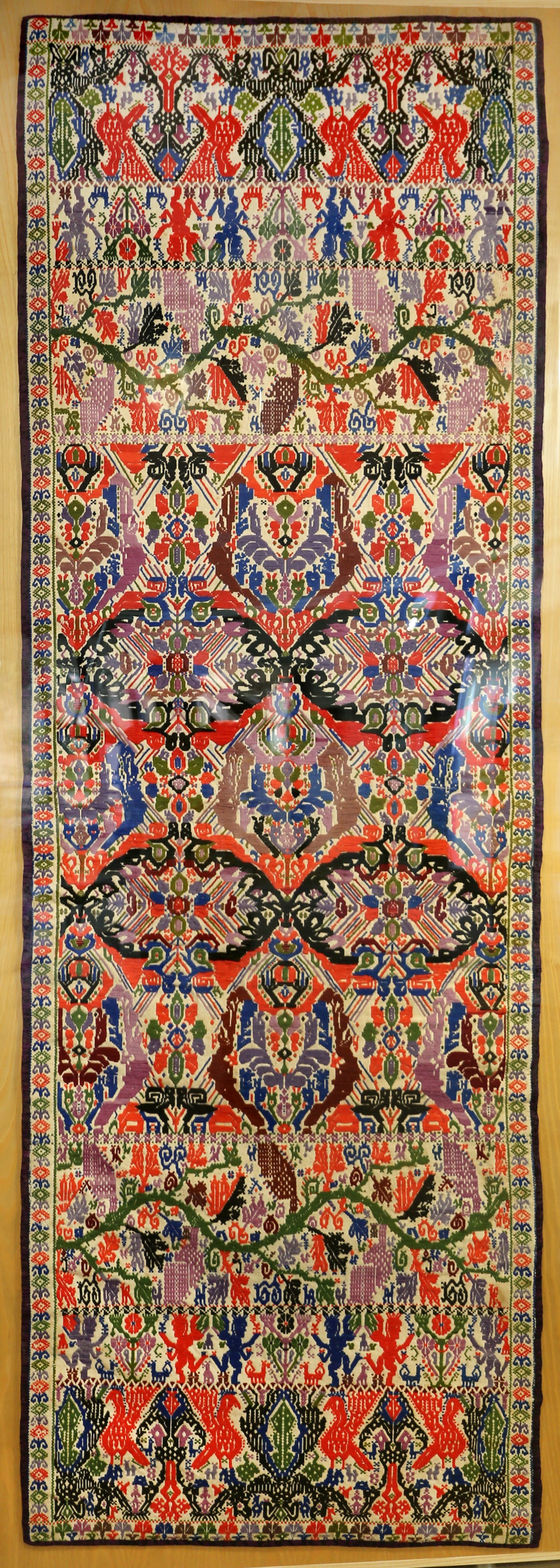
Copricassa da San Sperate, primi del '900

L'artigianato fino agli anni cinquanta era un settore importante e ben sviluppato, come in tutte le civiltà contadine, nelle quali svolgeva un ruolo fondamentale di supporto. La tessitura, attività legata all'autoproduzione, era particolarmente diffusa, come lo erano i fabbri e "su maistu 'e carru" (colui che costruiva i carri, le ruote in legno e ferro, le carriole e gli aratri). Ai primi del '900, lungo l'argine del rio Mannu, vi era uno stovigliaio-ceramista che costruiva "is tuvus", particolari contenitori in terracotta destinati ad essere legati alla noria per sollevare l'acqua dai pozzi, grazie al lavoro di un asino. Oggi nel settore della ceramica a San Sperate opera uno dei maestri ceramisti più interessanti del panorama sardo: Giampaolo Mameli. Altri più giovani hanno intrapreso questa attività negli ultimi anni. Un altro settore che ha attinto alla tradizione e ne ha sviluppato le potenzialità è quello della lavorazione dei dolci, che conta due laboratori tra i più rinomati della Sardegna. Sono, invece, scomparsi quasi del tutto gli artigiani che lavorano le canne e l'olivastro per confezionare pregevoli cesti.